# Eğnekaraca, Ladik
Eğnekaraca là một xã thuộc huyện Ladik, tỉnh Samsun, Thổ Nhĩ Kỳ. Dân số thời điểm năm 2010 là 80 người.